# Federazione Italiana Atletica Femminile
La Federazione Italiana di Atletica Femminile, sigla F.I.A.F. è stata costituita a Milano nel 1923. 
La F.I.A.F, in base alla "Carta dello Sport", il 1º gennaio 1929 venne assorbita dalla Federazione Italiana di Atletica Leggera, Federazione elencata nella Legge 16.2.1942, n. 426.